# Steve Feak
Steve Feak, aussi connu sous le nom de Guinsoo, est un concepteur de jeu (ou game designer) américain. Il fut d'abord un des concepteurs du mode de jeu personnalisé DotA: Allstars du jeu Warcraft III: The Frozen Throne. Il est depuis employé de Riot Games comme designer de League of Legends, un MOBA directement inspiré de ses travaux précédents.

## Hommage dans les jeux
Dans le jeu DotA, un objet fut nommé à son nom, la Faux de Vyse de Guinsoo (en anglais : Guinsoo's Scythe of Vyse)[réf. nécessaire]. Dans Dota 2, son nom fut retiré de l'objet, et est maintenant appelé "Scythe of Vyse". Dans League of Legends, un objet fut également nommé en son honneur, la "Lame enragée de Guinsoo" (en anglais : Guinsoo's Rageblade).